# Соляков Петро Васильович
Петро Васильович Соляков (29 січня 1897, місто Витегра Олонецької губернії, тепер Вологодської області, Російська Федерація — 1962, місто Ленінград, тепер Санкт-Петербург, Російська Федерація) — радянський діяч, голова Ради народних комісарів Карельської АРСР. Депутат Верховної Ради СРСР 1-го скликання (1937—1946).

## Біографія
У 1915 році закінчив Витегорське ремісниче училище. У 1915—1916 роках — телеграфіст в поштово-телеграфній конторі міста Витегри Олонецької губернії.
У 1916—1918 роках — у російській армії. Служив сапером в лейб-гвардії Волинського полку в Петрограді.
З 1918 року — комісар зв'язку Витегорського повіту Олонецької губернії.
Член РКП(б) з серпня 1918 року.
З 1919 року служив у Червоній армії, був комісаром зв'язку бригади Північного фронту.
Після демобілізації — на господарських посадах у Витегрі.
У 1926—1928 роках — голова виконавчого комітету Витегорської районної ради.
У 1928—1936 роках  — на господарських посадах в Ленінграді і Ленінградській області. Закінчив Вищу партійну школу при ЦК ВКП(б).
У 1936—1937 роках — голова виконавчого комітету Дзержинської районної ради міста Ленінграда.
У жовтні 1937 — 8 липня 1940 року — голова Ради народних комісарів Карельської АРСР.
22 липня 1940 — 29 січня 1947 року — 3-й секретар ЦК КП(б) Карело-Фінської РСР.
У 1947—1950 роках — керуючий тресту «Півдкарелліс»; заступник міністра лісового господарства Карело-Фінської РСР.
У 1950 році усунений з посади і засуджений у т.зв. «Ленінградській справі». Був звільнений з ув'язнення і реабілітований в 1956 році.
Потім — на пенсії в місті Ленінграді.

## Нагороди
- орден Трудового Червоного Прапора (1946)
- медалі